# 卡拉庫姆 (電影)
《卡拉庫姆》，是一部在1994年上映的電影，由土庫曼和德國共同製作。

## 劇情
《卡拉庫姆》講述兩名文化背景截然不同的男孩，在緊急情況下彼此分享知識和經驗，拯救自己生命的故事。
羅伯特（馬斯·庫爾曼恩飾）是一名十三歲的德國小男孩，他的父親在土庫曼當工程師；為了尋找身處土庫曼的父親，他展開了一趟穿越卡拉庫姆沙漠的旅程。在這旅程中，皮奧特爾（皮奧特爾·奧列夫飾）和穆拉德（穆拉德·奧拉佐夫飾）與羅伯特結伴同行；皮奧特爾是羅伯特父親派來為兒子接機的，穆拉德則是皮奧特爾的姪子，與羅伯特同齡。
途中，羅伯特發現皮奧特爾其實在運送毒品。三人乘坐的貨車後來還發生故障，無法繼續行駛；皮奧特爾離開沙漠去取水，把羅伯特和穆拉德留在卡拉庫姆沙漠裡，誰料皮奧特爾過了兩天還未回來。雖然羅伯特和穆拉德語言不通，但他們共同設計了一輛可以在沙漠行駛的車子；兩名男孩終於找到皮奧特爾，但原來羅伯特父親和土庫曼的毒梟都在追尋沙漠上的三人。

## 反響
有評論認為，《卡拉庫姆》的劇情是根據最明顯和受驗證的編劇規則來安排的，在電影開首時生動而快速地介紹故事背景和主角，然後進入無可避免的對抗；評論又形容，執導本電影的阿倫德·阿格特證明了即使沒有電影特效，也能創造一部刺激的和引人注目的冒險片。
《卡拉庫姆》在1994年的國際青年觀眾電影節中獲得「最佳電影攝影獎」，又分別在同年舉行的阿姆斯特丹國際兒童影展、芝加哥國際兒童電影節以及1995年的德國兒童電影及電視中獲得獎項。

## 外部連結
- 互联网电影数据库（IMDb）上《卡拉庫姆》的资料（英文）
- YouTube上的Karakum - ganzer Film auf Deutsch